# Ish Wainright
Ishmail Carzell Wainright (ur. 12 września 1994 w Kansas City) – amerykański koszykarz, posiadający także ugandyjskie obywatelstwo, występujący na pozycji silnego skrzydłowego, od 2024 zawodnik Phoenix Suns.
10 kwietnia 2022 jego umowa z Suns została przekonwertowana na standardowy kontrakt NBA. 21 października 2023 dołączył do Portland Trail Blazers. 4 marca 2024 zawarł kolejną w karierze umowę z Phoenix Suns.

## Osiągnięcia
Stan na 10 marca 2024, na podstawie, o ile nie zaznaczono inaczej.
NCAA
- Uczestnik rozgrywek:
  - Sweet 16 turnieju NCAA (2014, 2017)
  - turnieju NCAA (2014–2017)
- Zaliczony do:
  - I składu defensywnego Big 12 (2017)
  - składu:
    - honorable mention All-Big 12 (2017)
    - Big 12 Commissioner's Honor Roll (wiosna 2014)

Drużynowe
- 3. miejsce podczas mistrzostw Francji (2021)
- 4. miejsce w Lidze Mistrzów FIBA (2021)
- Wicemistrz II ligi niemieckiej (ProA – 2019)

Reprezentacja
- Uczestnik:
  - mistrzostw Afryki (2021 – 6. miejsce)
  - kwalifikacji do mistrzostw Afryki (2020)